# 利維坦覺醒
《利維坦覺醒》（英語：Leviathan Wakes）是一本由詹姆斯·S·A·科里（丹尼爾·亞伯拉罕與泰·弗蘭克（Ty Franck）所使用的筆名）所寫的2011年科幻小說。該書是《蒼穹浩瀚》系列的第一本作品，接著是《卡利班之戰》（2012年）、《Abaddon's Gate》（2013年）、《Cibola Burn》（2014年）、《Nemesis Games》（2015年）、《Babylon's Ashes》（2016年）、《Persepolis Rising》（2017年）和《Tiamat's Wrath》（2019年）。
《利維坦覺醒》被提名2012年雨果獎最佳長篇小說獎和2012年軌跡獎最佳科幻小說。小說在2015年被改編成Syfy電視劇《太空無垠》的第一季和部分的第二季。

## 設定
《利維坦覺醒》設定在未來，人類已經在太陽系的大部分地區殖民。由聯合國管治的地球和火星的國會共和國充當著相互競爭的超級大國，維持著不穩定的軍事同盟，以便對被稱為「行星帶人」的小行星帶人民施加雙重霸權。行星帶人的身體由於其低重力環境而趨向於瘦長，他們執行堅韌不拔的藍領工作，為太陽系提供必要的自然資源，但在很大程度上被太陽系的其餘部分所邊緣化。一個疏散結盟的激進組織外行星聯盟（Outer Planets Alliance，OPA）設法在「內部人」的手中反對行星帶人被剝削，而「內部人」則將OPA醜化為恐怖組織。故事從行星帶偵探Joe Miller和地球人Jim Holden的角度說起。

## 續集
《利維坦覺醒》的小說續集是2012年的《卡利班之戰》和2013年的《Abaddon's Gate》。

## 電視劇
2014年4月11日，Syfy宣布他們訂購了改編《蒼穹浩瀚》小說系列的電視劇，尤其是第一本書《利維坦覺醒》。有線電視網絡訂購了10集，由愛爾康電視集團（ATG）製作。奧斯卡獎提名的編劇搭檔馬克·費格斯與霍克·奧斯比（最出名的作品是電影《末代浩劫》和《鐵甲奇俠》）編寫首集。他們繼續擔任編劇和執行製片人。該劇廣受好評，並於2015年12月播放前的2015年5月續訂第二季。
該劇續訂了第三季。
Syfy在第三季後取消該劇，但亞馬遜公司接手製作了第四季和第五季。

## 外部連結
- The blog of the authors. （页面存档备份，存于）
- The web site for the series. （页面存档备份，存于）